# زدنیک تروشکا
زدنیک تروشکا (چکی: Zdeněk Troška؛ زادهٔ ۱۸ مهٔ ۱۹۵۳) کارگردان فیلم، و فیلم‌نامه‌نویس اهل جمهوری چک است.
او چندین فیلم مَتل‌گونه ساخته‌است و موضوع آنها معمولاً مرد جوانی است که در پی یافتن عشق به نقاط دوردست می‌رود و با موانع و دشمنان فاسد چیره می‌شود.
از فیلم‌ها یا مجموعه‌های تلویزیونی که وی در آن‌ها نقش داشته‌است می‌توان به شاهدخت یاسننکا و کفاش پرنده و آفتاب، علف، تن‌کامگی اشاره نمود.